# Ceraclea floridana
Ceraclea floridana là một loài Trichoptera trong họ Leptoceridae. Chúng phân bố ở miền Tân bắc.